# Climate Week NYC

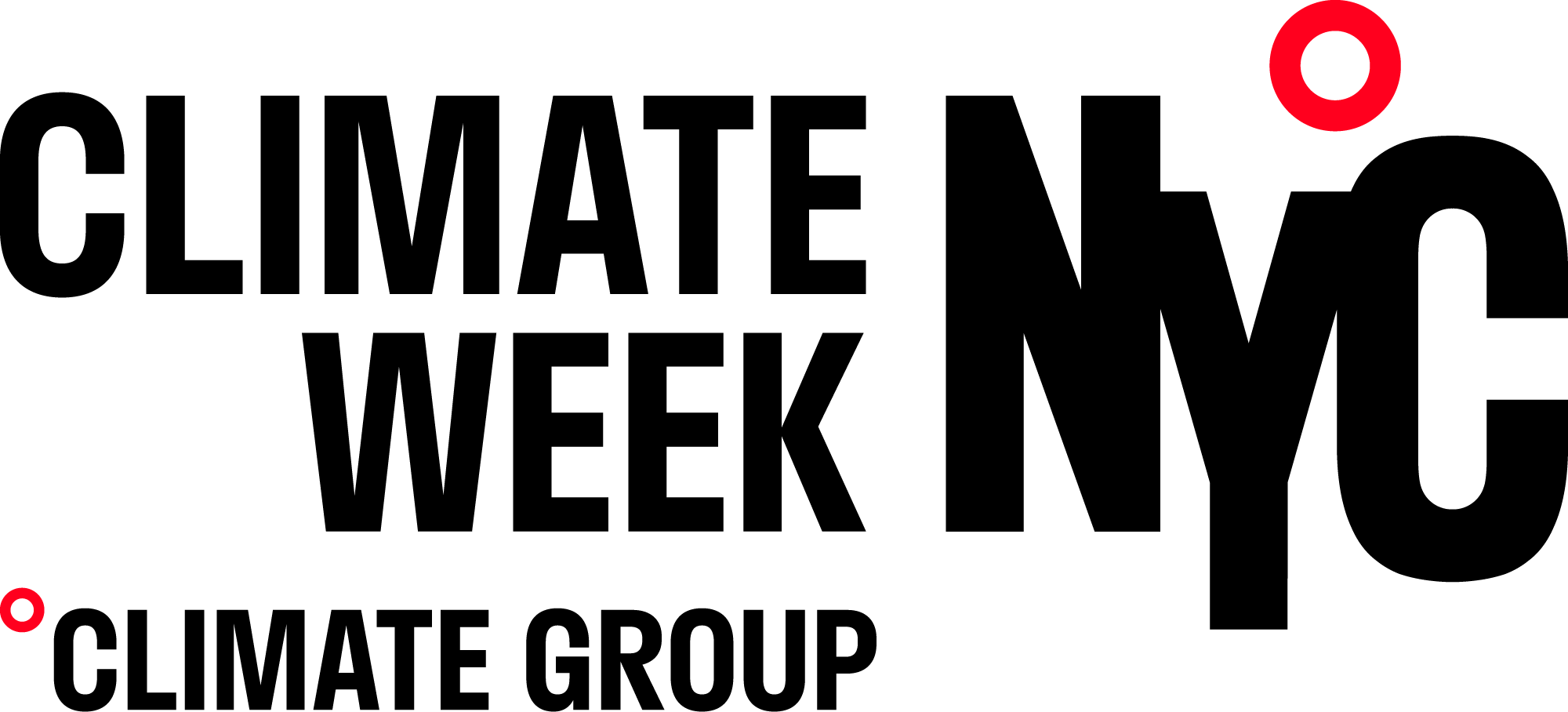

Die Climate Week NYC findet seit 2009 alljährlich während der Generalversammlung der Vereinten Nationen (UNO) in New York statt. Dieses Treffen, das in Abstimmung mit der UNO und der Stadt New York von der international tätigen Non-Profit-Organisation The Climate Group veranstaltet wird, dient der Vorstellung und Diskussion von Klimaschutzstrategien und stellt eine wichtige Vernetzung von Politikern, Unternehmern und Vertretern der Zivilgesellschaft dar.
2018 nahmen einige Regierungschefs und Staatsoberhäupter an der Eröffnungszeremonie teil, darunter die neuseeländische Premierministerin Jacinda Ardern und die Präsidenten von Haiti, den Marshallinseln und von Peru. Im August 2019 segelte die Klimaschutzaktivistin Greta Thunberg mit der Hochseeyacht Malizia II nach New York, um am UN-Klimagipfel 2019 teilzunehmen, der zu Beginn der Klimawoche stattfindet und von Thunberg unterstützt wird.
Zur Climate Week 2019, die vom 23. bis 29. September 2019 stattfindet, wird erwartet, dass die Anzahl der Einzelveranstaltungen des Vorjahres mit mehr als 150 Aktionen weitaus übertroffen wird.